# Baron Colwyn
Baron Colwyn, of Colwyn Bay in the County of Denbigh, ist ein erblicher britischer Adelstitel in der Peerage of the United Kingdom.

## Verleihung
Der Titel wurde am 22. Juni 1917 für den Geschäftsmann Sir Frederick Smith, 1. Baronet, geschaffen. Diesem war bereits am 9. Juli 1912 in der Baronetage of the United Kingdom der fortan nachgeordnete Titel Baronet, of Colwyn Bay in the County of Denbigh, verliehen worden.
Heutiger Titelinhaber ist seit 2024 dessen Urenkel Craig Hamilton-Smith, 4. Baron Colwyn.

## Liste der Barone Colwyn (1917)
- Frederick Smith, 1. Baron Colwyn (1859–1946)
- Frederick Smith, 2. Baron Colwyn (1914–1966)
- Anthony Hamilton-Smith, 3. Baron Colwyn (1942–2024)
- Craig Hamilton-Smith, 4. Baron Colwyn (* 1968)

Titelerbe (Heir Apparent) ist der Sohn des aktuellen Titelinhabers, Hon. Joshua Hamilton-Smith (* 2006).